# Blaž Furdi
Blaž Furdi (* 27. Mai 1988) ist ein ehemaliger slowenischer Radrennfahrer.

## Sportlicher Werdegang
Furdi wurde 2004 slowenischer Meister im Einzelzeitfahren der Jugendklasse. Als Juniorenfahrer gewann er 2006 jeweils eine Etappe des Giro di Toscana und der Tour de Lorraine.
Im Erwachsenenbereich wurde Furdi 2009 Vierter der U23-Austragung des Klassikers Ronde van Vlaanderen sowie Achter im Straßenrennen der U23-Europameisterschaft. In der Saison 2010 gewann er die erste Etappe der Istrian Spring Trophy, die er als Gesamtzweiter abschloss, das Eintagesrennen Gran Premio Palio del Recioto und die slowenische U23-Meisterschaft im Einzelzeitfahren.
Im Mai 2012 wurde Furdi positiv auf Amphetamine getestet. Er erklärte diesen Dopingbefund damit, er habe auf einer Rave-Party in Slowenien „unwissentlich auch Speed“ konsumiert. Aufgrund seines Doping-Vergehens wurde Furdi für zwei Jahre bis zum Mai 2014 gesperrt.
Nach Ablauf seiner Sperre kehrte Furdi 2014 mit dem Meridiana Kamen Team in den Radrennsport zurück, blieb aber ohne nennenswerte Ergebnisse. Nach der Saison 2014 beendete er seine Karriere als Radrennfahrer.

## Erfolge
2004
- Slowenischer Meister – Zeitfahren (Jugend)

2006
- eine Etappe Giro della Toscana (Junioren)
- eine Etappe Tour de Lorraine

2010
- eine Etappe Istrian Spring Trophy
- Gran Premio Palio del Recioto
- Slowenischer Meister – Straßenrennen (U23)